# Paul Kidd
Pauli Jayne Kidd (ur. jako Paul James Kidd 1963 r.) – australijska pisarka fantasy.
Swoją karierę rozpoczęła od wydania w 1995 roku książki, zatytułowanej Mus z Kerbridge. W tym samym roku otrzymała ona nominację do Aurealis Award for Excellence in Speculative Fiction w kategorii "najlepsza powieść fantasy". Od tego czasu, pisarka wydała sześć niepowiązanych ze sobą powieści, napisała dwie serie książek i przyczyniła się do powstania dwóch powieści z serii Dungeons & Dragons: Forgotten Realms i Greyhawk. Pauli Kidd stworzyła również poradnik do gry Discworld II: Missing Presumed...!? oraz napisała dwa opowiadania, które doczekały się publikacji w Dragon Magazine.

### Powieści
- Mus from Kerbridge (1995)
- The Council of Blades (1996) (seria Forgotten Realms: Szlachta)
- A Whisper of Wings (1999)
- White Plume Mountain (Góra Białego Pióropusza) (1999) (seria Greyhawk)
- Descent into the Depths of the Earth (W Czeluście Ziemi) (1999) (seria Greyhawk)
- Lace and Steel (2000)
- Rats from Acomar (2000)
- Queen of the Demonweb Pits (Królowa Pajęczych Otchłani) (2001) (seria Greyhawk)
- Fey (2005)
- Dreamscape (2007)
- Lilith (2007)

#### Fangs of K'aath
- Fangs of K'aath (1999)
- Guardians of Light (2006)

### Opowiadania
- The Job (2000) wydanie Dragon Magazine, maj 2000 – numer # 271
- Blues Keoland (2000) wydanie Dragon Magazine, grudzień 2000 – numer # 278

### Literatura faktu
- Discworld II: Missing Presumed...!? – The Official Strategy Guide (1996)